# Carmen Sierra Domínguez
María del Carmen Sierra Domínguez (Puentecesures, 3 de mayo de 1906-Caracas el 22 de diciembre de 1996) fue una profesora y política española, la primera mujer integrante del Seminario de Estudios Gallegos.

## Trayectoria
En 1922 Sierra inició sus estudios en la Facultad de Filosofía y Letras de la Universidad de Santiago de Compostela, donde se licenció en la sección de Historia en 1926. Fue la primera mujer que ingreso en el Seminario de Estudios Gallegos, el 16 de noviembre de 1923, y también la primera en aparecer en una noticia relacionada con esta institución. Sierra fue nombrada catedrática de Literatura en el Instituto de Sanlúcar de Barrameda en 1933. Al año siguiente fue nombrada profesora del Instituto Linares, donde compartió docencia con Xosé Manuel Cabada Vázquez y Carlos Díaz Rodríguez. En marzo de 1935, Carlos Díaz, con quien se casó Sierra, fue nombrado secretario del Instituto Linares. 
Sierra perteneció al PCE y tras la guerra se instaló en Puentecesures con su marido. Allí dirigió la explotación ganadera de Cortinallas. Participó, junto con Carlos Díaz Rodríguez en la estructura clandestina del PCE y mantuvieron contacto con Isaac Vázquez Pardo, también militante del PCE, a través de su primo Ramón Baltar Domínguez, que fue un médico represaliado por el régimen franquista. Sierra fue detenida el 5 de enero de 1946 y recluida en la Cárcel de mujeres de Ventas. Tras ser sometida a consejo de guerra en mayo de 1948 junto a Esperanza Batanero y Lola Freixa, fue condenada a 4 años de prisión. Después de haber estado detenida durante casi tres años, fue puesta en libertad condicional a finales de agosto de 1948. Sierra se instaló en Madrid con su familia y trabajó en una librería. En 1952 partió hacia Venezuela.

## Reconocimientos
El libro Un señor elegante de Suso de Toro sobre Ramón Baltar dedica un capítulo a su figura. En 2023 Aurora Marco publicó Carmiña Sierra. A primeira muller do Seminario de Estudos Galegos, un libro sobre su vida.